# Oberaudorf
Oberaudorf là một đô thị trong huyện Rosenheim bang Bayern thuộc nước Đức.